# デヴィッド・ブレナー
デヴィッド・ブレナー（David Brenner、1962年11月3日 - 2022年2月17日）はアメリカ合衆国の編集技師。

## 人物
ACE（アメリカ映画編集者協会）の一員に選ばれている。

## フィルモグラフィ
- トーク・レディオ Talk Radio (1988)
- 7月4日に生まれて Born on the Fourth of July (1989)
- ドアーズ The Doors (1991)
- ナイト・アンド・ザ・シティ Night and the City (1992)
- 天と地 Heaven & Earth (1993)
- 激流 The River Wild  (1994)
- 悪魔の恋人 Fear (1996)
- インデペンデンス・デイ Independence Day (1996)
- ロリータ Lolita (1997)
- 奇蹟の輝き What Dreams May Come (1998)
- パトリオット The Patriot (2000)
- アイデンティティー Identity (2003)
- デイ・アフター・トゥモロー The Day After Tomorrow (2004)
- ワールド・トレード・センター World Trade Center (2006)
- ウォンテッド Wanted (2008)
- 2012 2012 (2009)
- ウォール・ストリート Wall Street: Money Never Sleeps (2009)
- パイレーツ・オブ・カリビアン/生命の泉 Pirates of the Caribbean: On Stranger Tides (2011)
- マン・オブ・スティール Man of Steel (2013)
- 300 〈スリーハンドレッド〉 〜帝国の進撃〜 300: Rise of an Empire (2014)
- バットマン vs スーパーマン ジャスティスの誕生 Batman v Superman: Dawn of Justice (2016)
- ジャスティス・リーグ Justice League (2017)
- ジャスティス・リーグ:ザック・スナイダーカット Zack Snyder's Justice League（2021）

## 賞歴
| 賞           | 年     | 部門   | 作品名                     | 結果       |
| ------------ | ------ | ------ | -------------------------- | ---------- |
| アカデミー賞 | 1989年 | 編集賞 | 『7月4日に生まれて』       | 受賞       |
| エディー賞   | 1989年 | 編集賞 | 『7月4日に生まれて』       | ノミネート |
| サテライト賞 | 1996年 | 編集賞 | 『インデペンデンス・デイ』 | 受賞       |